# Soulfly
Soulfly je americká heavymetalová kapela založená v roce 1997 v Phoenixu v Arizoně. Vede ji bývalý frontman Sepultury Max Cavalera, který skupinu založil poté, co v roce 1996 opustil brazilskou kapelu. Dosud vydali dvanáct studiových alb, jedno turné EP, třiadvacet singlů, jedno videoalbum a dvanáct hudebních videoklipů. Jejich debutové album Soulfly vyšlo 21. dubna 1998, zatímco jejich dosud poslední album Totem bylo vydáno 5. srpna 2022.
Soulfly kombinuje různé styly metalu s brazilskou kmenovou a world music, podobně jako Cavaleraova předchozí kapela Sepultura. Původní texty se zabývaly spiritualitou, politickými a náboženskými tématy, přičemž pozdější alba zahrnují i jiná témata jako válka, násilí, agrese, otroctví, nenávist a hněv. Všech jejich prvních šest studiových alb debutovalo v žebříčku Billboard 200 ve Spojených státech, přičemž nejvyšší pozice byla 32. místo za jejich druhé album Primitive. Kapela Soulfly obdržela zlatou desku od Americké asociace nahrávacího průmyslu (RIAA).

## Členové

### Současní členové
- Max Cavalera - zpěv, rytmická kytara (1997-dosud)
- Zyon Cavalera - bicí, perkuse (2012-dosud)

### Bývalí členové
- Mike Leon - baskytara, doprovodný zpěv (2015-?)
- Jackson Bandeira - sólo kytara (1997-1998)
- Marc Rizzo - sólo kytara (2003-2022)
- Logan Mader - sólo kytara (1998-1999)
- Mikey Doling - sólo kytara (1999-2003)
- Roy Mayorga - bicí, perkuse (1997-1999, 2001-2003)
- Joe Nunez - bicí, perkuse (1999-2001, 2003-2011)
- Cello Días - baskytara, doprovodný zpěv, perkuse (1997-2003)
- Bobby Burns - baskytara (2003-2010)
- David Kinkade - bicí (2011-2012)
- Tony Campos - baskytara (2011-2015)

## Diskografie
- 1998: Soulfly
- 2000: Primitive
- 2002: 3
- 2004: Prophecy
- 2005: Dark Ages
- 2008: Conquer
- 2010: Omen
- 2012: Enslaved
- 2013: Savages
- 2015: Archangel
- 2018: Ritual
- 2022: Totem